# Apollo Korzeniowski
Apollo Korzeniowski herbu Nałęcz (ur. 9 lutego?/21 lutego 1820 w Honoratce, zm. 23 maja 1869 w Krakowie) – polski pisarz, poeta i autor dramatów; ojciec Josepha Conrada.

## Życiorys
Urodził się 21 lutego 1820 w Honoratce, leżące wtedy w granicach Imperium Rosyjskiego, a obecnie Ukrainy, jako syn Teodora Antoniego Korzeniowskiego i Marii z Pieńkowskich. Studiował prawo i orientalistykę na uniwersytecie w Petersburgu. W czasie wojny krymskiej przygotowywał wybuch powstania na tyłach walczących wojsk rosyjskich. W 1859 osiadł wraz z rodziną w Żytomierzu. Pierwszymi jego utworami poetyckimi był cykl poematów religijno-patriotycznych Czyśćcowe Pieśni (1849–1854). W 1854 opublikował skandalizujący dramat Komedia, w którym poddał ostrej krytyce środowisko polskiej szlachty na Ukrainie. W 1858 opublikował dramat Dla miłego grosza. Był autorem przekładów na język polski utworów Szekspira, Alfreda de Vigny, Charlesa Dickensa i Wiktora Hugo.
W 1861 brał udział w przygotowaniach do wybuchu powstania styczniowego. W Warszawie zbliżył się do stronnictwa czerwonych. Nawiązał kontakt z Ignacym Chmieleńskim. Korzeniowski był głównym organizatorem manifestacji patriotycznych w stolicy. Przygotował m.in. obchody rocznicy unii lubelskiej, manifestacje po pogrzebie prymasa Antoniego Fijałkowskiego. 23 września 1861 kierował akcją bojkotowania wyborów samorządowych w Królestwie Polskim. Był autorem odezwy Do Braci Polaków, Rusinów i Litwinów, wygłoszonej podczas zjazdu w Horodle. Po wprowadzeniu stanu wojennego, 17 października był inicjatorem powołania Komitetu Miejskiego. W nocy z 20 na 21 października został przez Rosjan aresztowany i osadzony w X Pawilonie Cytadeli Warszawskiej. W maju 1862 skazany na zesłanie do Wołogdy, po roku przeniesiony do Czernihowa. W 1864 wydał pracę Polska i Moskwa i rozprawę Studia nad dramatycznością w utworach Szekspira. Ze względu na zły stan zdrowia, został zwolniony w 1868 i wyjechał wraz z synem do Lwowa, a po roku do Krakowa.
Zmarł 23 maja 1869 w Krakowie; został pochowany na cmentarzu Rakowickim, w pasie Ad.

## Twórczość

### Charakterystyka
Debiutował dramatem Komedia (1855). Tłumaczył z języka francuskiego (Victor Hugo, Alfred de Vigny) i angielskiego (William Szekspir, Charles Dickens).
Komedia zawiera krytykę moralno-obyczajową, gdy miłość staje się przedmiotem kalkulacji finansowych i oszustw. Jeden z głównych bohaterów, Prezes, jest człowiekiem, który pod maską dobroduszności ukrywa podłość. Bohaterowie pozytywni to para kochanków – zamożna dziewczyna i proletariusz. Trudna miłość osób wywodzących się z różnych warstw społecznych jest motywem częstym w literaturze. W tym przypadku człowiek z ludu zastąpiony został proletariuszem, co jest znakiem czasów i rodzącej się cywilizacji przemysłowej.
Negatywni bohaterowie komedii Korzeniowskiego to osoby skupione na interesach i zabawie, o niskich walorach moralnych. Opisani są zręcznie i złośliwie. Mniej wyraziste są postaci pozytywne, np. były zesłaniec czy szlachcic uosabiający cnoty narodowe. Walka z kultem pieniądza łączy się u Korzeniowskiego z niechęcią do nowinek przemysłowych i postaw kapitalistycznych.

### Wybrane utwory
- Komedia (1855) – dramat
- Dla miłego grosza (1859) – dramat

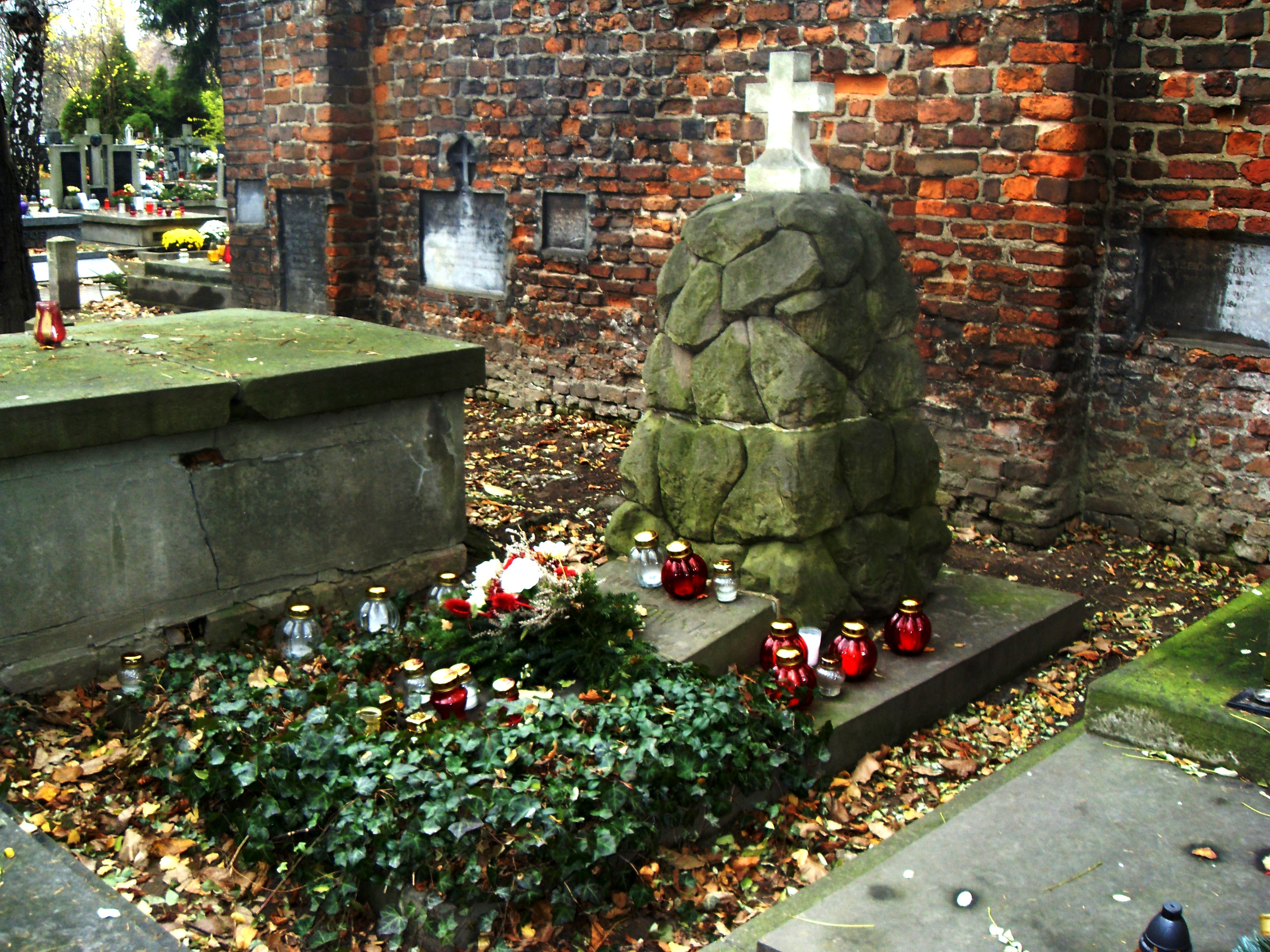
Grób Apolla Korzeniowskiego, Kraków, cmentarz Rakowicki
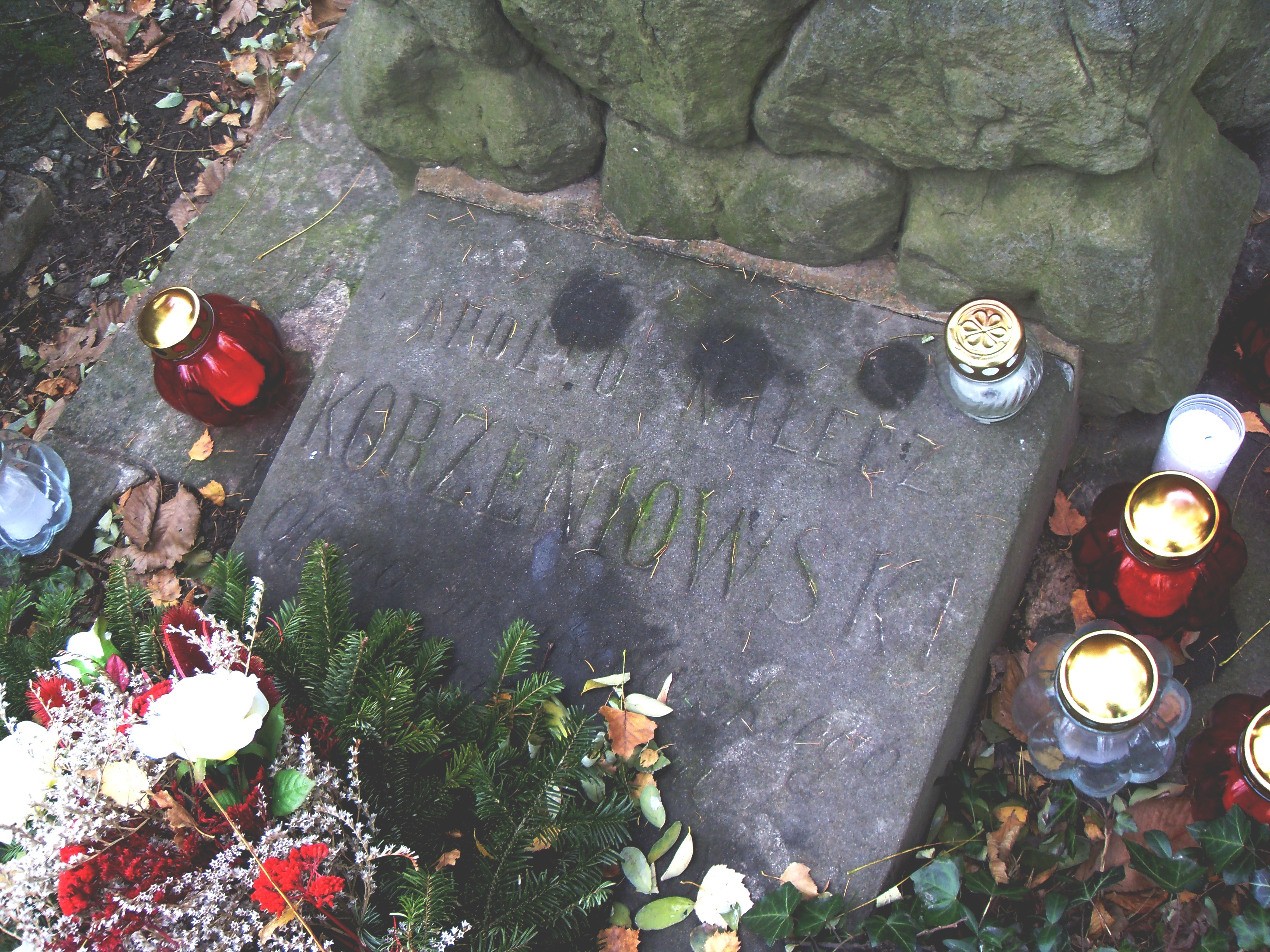
Grób Apolla Korzeniowskiego (fragment), Kraków, cmentarz Rakowicki
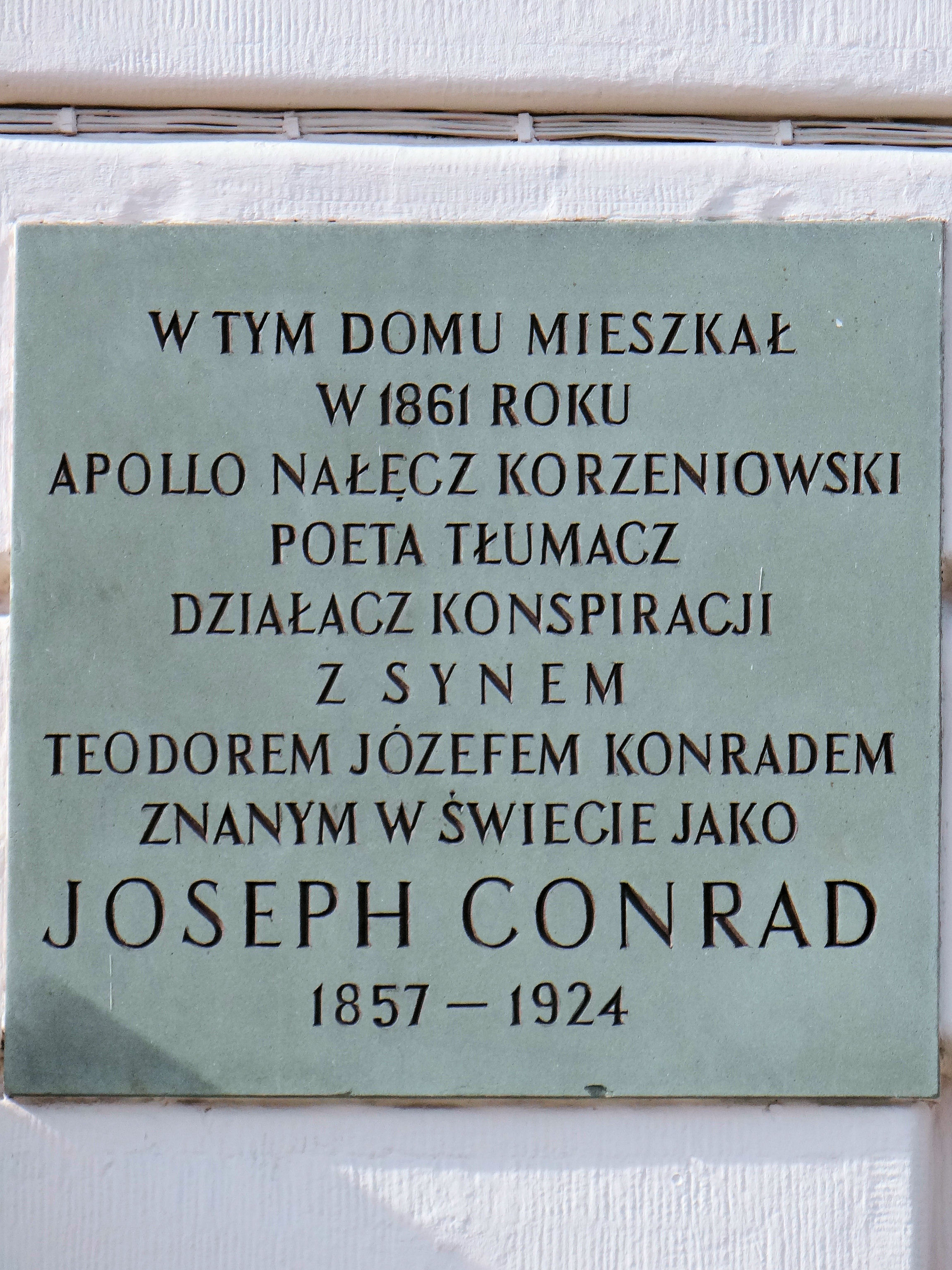
Tablica upamiętniająca pisarzy Apolla Korzeniowskiego i jego syna Józefa Konrada Korzeniowskiego (Joseph Conrad) na kamienicy przy ul. Nowy Świat 47 w Warszawie, gdzie obaj mieszkali w 1861 r.
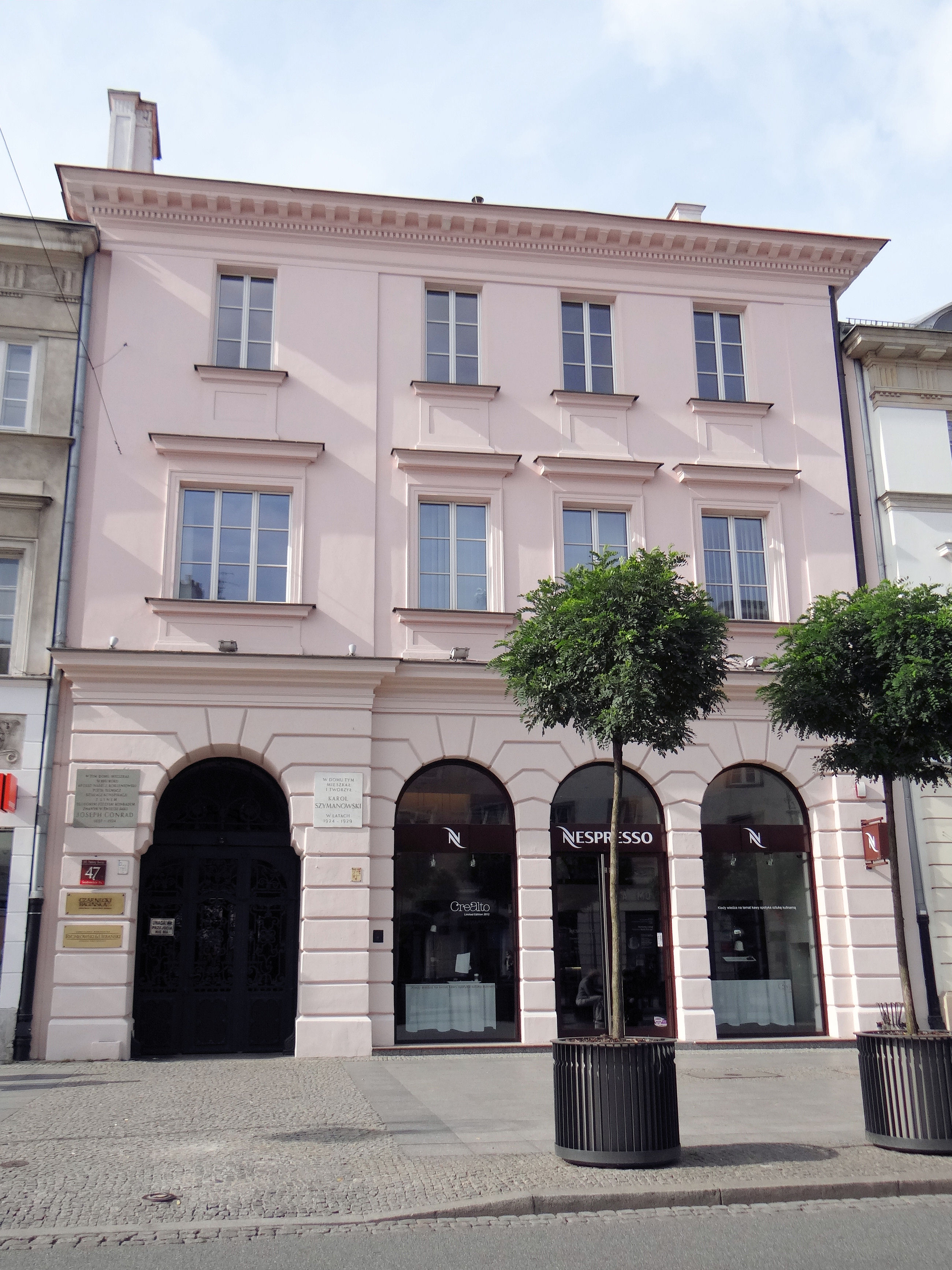
Kamienica przy ul. Nowy Świat 47 w Warszawie gdzie w roku 1861 mieszkali pisarze Apollo Korzeniowski i jego syn Józef Konrad Korzeniowski (Joseph Conrad), a w latach 1924–1929 kompozytor Karol Szymanowski